# Service complémentaire féminin

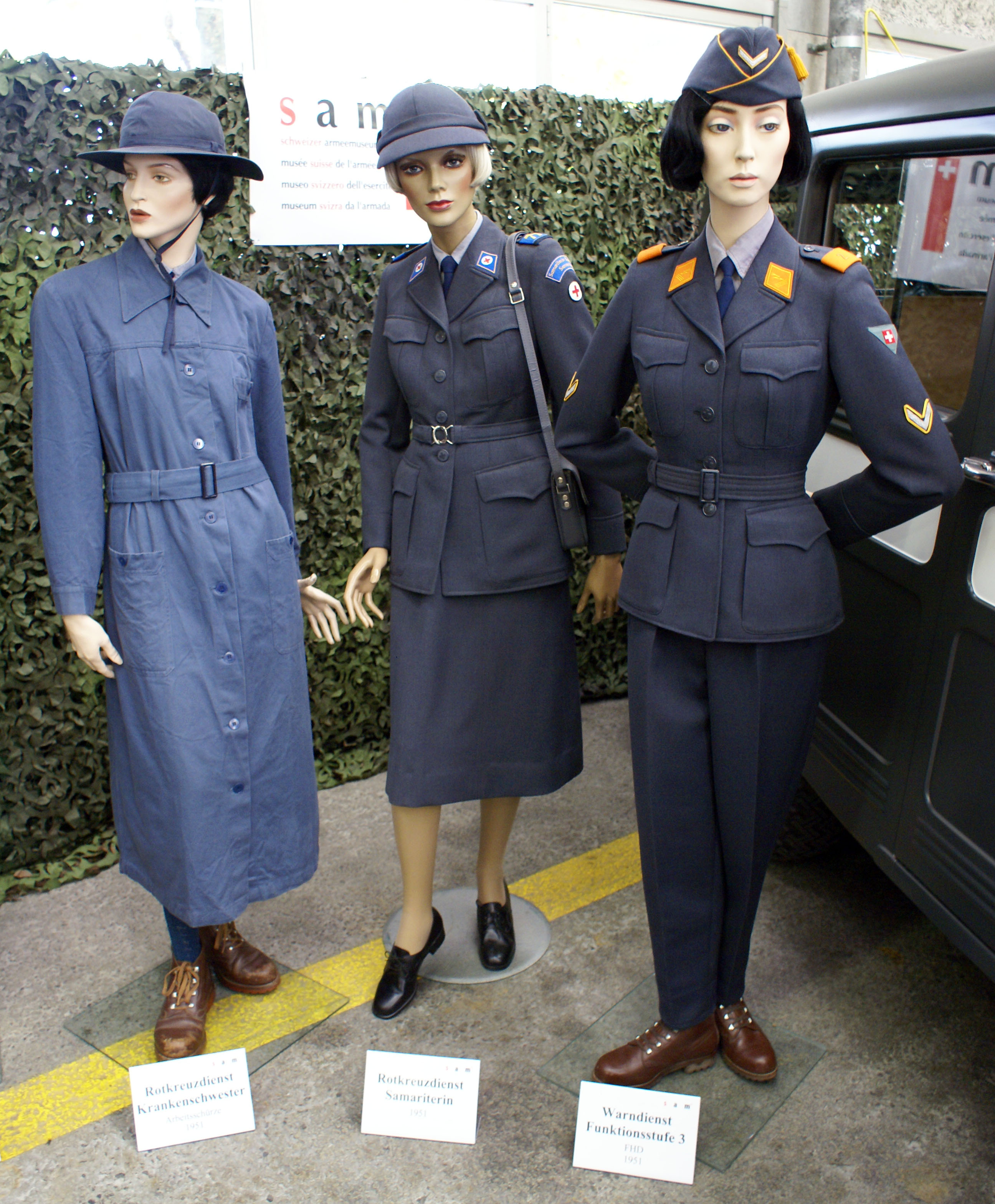
Uniformes des services d’aide aux femmes de 1951. De gauche à droite : infirmière de service de la Croix-Rouge, samaritain de service de la Croix-Rouge, fonction de service d’alerte de niveau 3 (officier, commandant de peloton). Musée suisse de l’Armée.

Le Service complémentaire féminin (SCF) a été créé en 1939 à l’initiative de nombreuses organisations féministes suisses, telles que des groupes de militantes zurichoises pour les droits des femmes dirigés par Else Züblin-Spiller. Ainsi, de nombreuses femmes suisses pendant la Seconde Guerre mondiale soutiennent la patrie dans l’effort de guerre en s’engageant dans le Service complémentaire féminin dès sa création au début de la guerre. Les femmes engagées dans l’armée remplissent principalement des tâches dans des domaines tels que la cuisine, l’habillement, l’assistance sociale, l’administration, maintenant ainsi les rôles sociaux traditionnels. Cependant, elles ont aussi accès à des tâches davantage techniques dans l’aviation, ou bien dans le domaine militaire. En effet, en plus de la section civile du Service complémentaire féminin créée, une section militaire sera créée en 1940. Cependant, le Service complémentaire féminin prendra fin en 1945 à la fin de la guerre. Les Suissesses ne se verront pas attribuer les nombreuses revendications féministes défendues par de nombreux groupes militants, tant attendues en échange de leur implication active dans l’effort de guerre.

## Les débats autour du SCF

### Une opportunité d’émancipation pour les femmes
Le Service complémentaire féminin offre l’opportunité aux femmes de réaliser un véritable acte patriotique à l’époque. Ainsi, en 1939 lors de la création du SCF de nombreuses femmes s’engagent principalement au nom de trois motifs, incluant l’envie de dépassement des limites de la condition féminine et la rigidité des rôles sociaux attribués aux femmes. D’autres s’engagent pour avoir un emploi stable leur permettant de subsister pendant la période de guerre. Tandis que d’autres, considèrent l’engagement comme une forte expression de leur patriotisme et de leur engagement. Ainsi, au cours des années d’existence du Service complémentaire féminin, les femmes engagées vont gagner l’accès à un certain nombre de droits dans l’Armée, auparavant inexistants tels que les indemnités, les prestations de l’association militaire. Les femmes engagées dans le Service complémentaire féminin seront une partie intégrante de l’armée suisse à partir du 12 novembre 1948, à la suite de l’ordonnance du Conseil fédéral. En effet, cette ordonnance a lieu puisque l’Armée considère que de nombreuses tâches peuvent être accomplies par des femmes de manière similaire voir meilleure que les hommes. Cette règle ne s’applique qu’à certains domaines réservés traditionnellement aux femmes, conservant la supposition que la guerre est principalement l’affaire des hommes. Progressivement, le Service complémentaire féminin engage des femmes comme conductrices sanitaires, responsables de repérage des avions, menant les femmes suisses à avoir accès à des domaines qui leur étaient auparavant peu accessibles au fil du temps. Ce Service complémentaire féminin est composé d'une branche civile au départ, mais développe une seconde branche militaire dès 1940. Ainsi, à partir du 16 février 1940, le Général Guisan ordonne la diffusion de directives précises pour l’engagement de femmes dans un service militaire grâce au développement de différentes formations. Cette étape est franchie notamment grâce à l’implication de l’Union des femmes en Suisse. En effet, face à l’absence de directives avant 1940, de nombreuses initiatives de l’Union des femmes ont lieu dans les différents cantons suisses, menant à la distribution de formulaires d’inscription aux femmes pour le Service militaire par exemple. Certains, tels que Ernst Vaterlaus, chef du Service complémentaire féminin entre 1942 et 1945 ira jusqu’à considérer que le Service complémentaire féminin a été une source de propagande pour le suffrage des femmes par les organisations féministes suisses.

### La question du genre dans l’Armée
Le Service militaire a mobilisé sans interruption entre 18 000 à  23 000 femmes sur une période allant de 1940 à 1945. Les chroniques radiophoniques du Service suisse des ondes courtes (SOC) avait l’habitude de représenter des portraits de femmes suisses très variés à ses auditeurs. En effet, certaines chroniques insistaient sur l’importance de l’engagement des femmes dans l’effort de guerre, tandis que d’autres émettaient des jugements quelque peu réducteur de l'émancipation de la femme pendant la guerre. C’est ainsi, que le SOC énonce à la radio que “Les Suissesses ont pour devise de ne pas être des femmes habillées en soldat, mais de véritables auxiliaires de notre armée” au cours de la guerre. Cette représentation de la femme est aussi largement partagée par le leadership de l’Armée et les femmes engagées sont victimes de moqueries, restrictions et de harcèlement. Les restrictions s’appliquent principalement à leur apparence physique et déclarent l’interdiction de porter du rouge à lèvres, de la poudre pendant le Service. Ainsi, par ces diverses actions les femmes dans l’Armée sont considérées comme une section de l’Armée suisse moins légitime que les sections masculines. Cela a créé un statut de la femme dans l’Armée suisse inférieur à celui des hommes. On peut notamment illustrer cette idée en soulignant qu'au début du Service complémentaire féminin, les femmes “auxiliaires” de guerre peuvent être licenciées dans un délai de quatre jours, règle qui ne s’applique pas aux hommes. Par conséquent, le nombre de volontaires diminue dès 1942 de par la rudesse de l’Armée face à l’émergence des femmes dans ses rangs.

## Le rôle du SCF sur l’émancipation des Suissesses à la fin de la Guerre
La fin de la Guerre laisse place à un certain scepticisme envers les droits des femmes après leur important engagement dans l’effort de guerre et mène à de nombreux débats. En effet, certains considèrent que l’engagement des femmes dans l’Armée et l’effort de guerre fourni, est un acte patriotique normal qui ne nécessite pas l’obtention du droit de vote des femmes en Suisse. Ainsi, Rudolph Briner en décembre 1945 illustre cette idée en expliquant que les femmes ne méritent pas de remerciements pour leur implication dans la Guerre puisqu’elles ne sont que le complément de l’Homme, qui est celui à qui revient l’entière mérite de la guerre. De plus, de nombreuses voix émettent l’hypothèse que l’obtention par les femmes de droits civils n’est pas nécessaire puisque l’engagement des femmes pendant la Seconde Guerre mondiale a eu lieu, malgré leur absence de droits civils des femmes. Le Service complémentaire féminin se développe au cours des années pour devenir le Service féminin de l’armée puis en 1995, le Service Femmes dans l’Armée, toujours sur la base du volontariat. Ainsi, l'insistance de l’Association des femmes suisses et l’Alliance de sociétés féminines suisses depuis le début du XXe siècle, pour un service féminin obligatoire ne sera jamais mis en place. L’obtention du droit de vote des femmes n’aura lieu qu’en 1971.